# Radnovce
Radnovce (maďarsky Nemesradnót) je obec na Slovensku v okrese Rimavská Sobota v Banskobystrickém kraji. V roce 2019 zde žilo 964 obyvatel, z nichž se většina hlásí k maďarské národnosti. V obci se nachází veřejná knihovna, fotbalové hřiště a mateřská a základní škola.

## Historie
Obec vznikla ve 13. století na území gemerského královského hradu, první písemná zmínka o vsi však pochází až z roku 1332. V průběhu historie vesnice vystřídala více vlastníků. V roce 1828 ve vesnici žilo 922 obyvatel ve 115 domech, obyvatelé byli rolníci.

## Geografie
Obec se nachází v regionu Gemer. Centrum vsi je vzdáleno 13 kilometrů východně od Rimavské Soboty a leží v nadmořské výšce 285 m n. m. Obec se rozkládá na pravém břehu Blhu, který se u nedaleké Rimavské Seče vlévá zleva do Rimavy. Na katastru obce pramení a do Blhu zároveň ústí Radnovský potok. Za obcí se nachází vodní nádrž Radnovce na potoku Cerové, přítoku Blhu. Katastr obce není prakticky vůbec zalesněný.

## Obyvatelstvo
Podle sčítání lidu v roce 2011 v obci Radnovce žilo 825 obyvatel, z toho se 718 hlásilo k maďarské národnosti, 52 k romské národnosti a 20  ke slovenské národnosti. 35 obyvatel svoji národnost neuvedlo. 412 obyvatel se přihlásilo k římskokatolické církvi, 205 k reformované křesťanské církvi, 20 ke Svědkům Jehovovým a dva k evangelické církvi augsburského vyznání. 138 obyvatel bylo bez vyznání a 47 svoji víru neuvedlo. Jeden obyvatel uvedl možnost "jiné".

## Pamětihodnosti
V Radnovcích se nachází reformovaný kostel z roku 1875. Jedná se o jednolodní stavbu na obdélníkovém půdorysu s věží. Dekorativní fasáda nese jak neogotické, tak neorománské prvky. Fasáda je členěna lizénami, pod římsou se nachází obloukový vlys. Věž vystupuje z fasády v podobě rizalitu, v horní části věže se nachází sdružené okno. Věž je ukončena cibulovitou kupolí. Kostel byl stavebně upraven v roce 1898.
Dále se v obci nachází klasicistní kúrie z první poloviny 19. století. Jednopodlažní stavba s rizalitem je ukončena trojúhelníkovým štítem s tympanonem. Nároží je zdobené bosáží.

## Osobnosti

### Rodáci
- Lajos Pósa (1850–1914) – maďarský spisovatel a básník, má v obci pomník

### Působili tu
- Miklós Radnóti (1909–1944) – maďarský avantgardní básník židovského původu